# Larry Cole
Larry Rudolph Cole (* 15. November 1946 in Clarkfield, Minnesota, USA) Spitzname: Bubber Frank oder Bubba ist ein ehemaliger US-amerikanischer American-Football-Spieler. Er spielte für die Dallas Cowboys in der National Football League (NFL) und gewann mit den Cowboys zweimal den Super Bowl (VI, XII).

## Spielerlaufbahn

### Collegekarriere
Larry Cole besuchte in Granite Falls die High School und studierte nach seinem Schulabschluss zunächst an der United States Air Force Academy. Aus disziplinarischen Gründen war er gezwungen die Akademie zu verlassen. Über die University of Houston wechselte er an die University of Hawaii at Manoa für deren Footballteam, die Hawaii Rainbow Wariors, er College Football spielte. Er wurde auf der Position eines Defensive Tackles eingesetzt und fungierte als stellvertretender Mannschaftskapitän.

### Profikarriere
Larry Cole wurde im NFL Draft 1968 von den durch Tom Landry trainierten Dallas Cowboys in der 16 Runde an 428. Stelle. ausgewählt. Die späte Verpflichtung mache Cole zunächst keine große Hoffnung auf eine große Profikarriere. Aufgrund guter Trainingsleistungen wurde er aber bereits in seinem Rookiespieljahr als Starter auf der Position eines Defensive End eingesetzt. In der von Ernie Stautner betreuten Defense der Mannschaft spielten die späteren Mitglieder der Pro Football Hall of Fame Bob Lilly und Mel Renfro. Mit weiteren Spitzenspielern wie Dave Edwards und George Andrie ging dieser Teil der Mannschaft aus Dallas als Doomsday Defense in die Geschichte der NFL ein.
Nach der regular Season 1970 konnte Coles dann mit den Cowboys nach einem 17:10-Sieg über die San Francisco 49ers im NFC Championship Game zum ersten Mal in den Super Bowl einziehen. Im Super Bowl V konnten sich aber die Baltimore Colts mit 16:13 durchsetzen.
Im folgenden Jahr übernahm Roger Staubach die Rolle des Starting-Quarterbacks bei der Mannschaft aus Texas. Larry Cole und die Cowboys gewannen in diesem Jahr nach einem 14:3-Sieg über die San Francisco 49ers im NFC Championship Game den Super Bowl VI gegen die von Don Shula trainierten Miami Dolphins mit 24:3. Cole konnte in dem Spiel einen Fumble von Quarterback Bob Griese sichern.
In der Spielzeit 1975 konnte Cole, der vor der Saison auf die Position eines Defensive Tackle gewechselt hatte, dann zum dritten Mal in den Super Bowl einziehen. Im NFC Championship Game konnten zunächst die Los Angeles Rams mit 37:7 besiegt werden. Die Cowboys konnte sich allerdings gegen die Pittsburgh Steelers, die von Chuck Noll betreut wurden, nicht durchsetzen und verloren den Super Bowl X knapp mit 21:17.
Zwei Jahre später gelang den Dallas Cowboys allerdings der zweite Super Bowl Sieg. Cole, der seine Starterposition an Randy White vor der Saison abgetreten hatte, zog mit seinem Team nach zwölf Siegen bei zwei Niederlagen in der regular Season in die Play-offs ein. Im Divisional-Play-off-Spiel gegen die Chicago Bears blieben diese bei ihrer 37:7-Niederlage chancenlos. Im folgenden NFC Championship Game bezogen die Minnesota Vikings eine 23:6-Niederlage. Diesem Erfolg folgte ein 27:10-Sieg über die Denver Broncos, womit Cole seinen zweiten Super Bowl gewinnen konnte.
Nach der Saison 1980 beendete Cole seine Laufbahn.

## Nach der Laufbahn
Larry Cole wurde nach seiner Laufbahn ein erfolgreicher Bauunternehmer. Seine Firma Larry Cole Construction ist in Fort Worth, Texas beheimatet. Cole ist verheiratet und hat zwei Kinder.

## Quelle
- Jens Plassmann: NFL – American Football. Das Spiel, die Stars, die Stories (= Rororo 9445 rororo Sport), Rowohlt, Reinbek bei Hamburg 1995, ISBN 3-499-19445-7
- Peter Golenbock: Landry's Boys: An Oral History of a Team and an Era, Triumph Books, 2005, ISBN 1-61749-954-4
- Brian Jensen, Troy Aikman: Where Have All Our Cowboys Gone, 2005, ISBN 1-4616-3611-6